# The Wild Bunch – Sie kannten kein Gesetz
The Wild Bunch – Sie kannten kein Gesetz (Originaltitel: The Wild Bunch) ist ein US-amerikanischer Western von Sam Peckinpah aus dem Jahr 1969 mit William Holden, Ernest Borgnine, Robert Ryan, Edmond O’Brien, Warren Oates, Jaime Sánchez und Ben Johnson in den Hauptrollen.

## Handlung
Der Film spielt im Jahr 1914 während der mexikanischen Revolution. Der alternde Outlaw Pike Bishop und seine Bande halten sich mit räuberischen Diebstählen eher schlecht als recht über Wasser. Bei einem Überfall auf die Kasse einer Eisenbahngesellschaft geraten sie in einen Hinterhalt von skrupellosen Kopfgeldjägern, die von der Bahngesellschaft engagiert wurden, um Bishop zur Strecke zu bringen. Angeführt werden die Kopfgeldjäger von Bishops ehemaligem Kompagnon Deke Thornton, der vor die Wahl gestellt wurde, entweder gegen Bishop zu kämpfen oder zurück ins Gefängnis zu wandern. Bishops Bande kann unter Verlusten entkommen, bei der wilden Schießerei werden jedoch auch unbeteiligte Passanten, Frauen und Kinder getötet.
Am Treffpunkt mit einem Unterstützer muss die Bande erkennen, dass es sich beim erbeuteten Diebesgut um wertlose Metallteile handelt, sie waren in eine Falle getappt. Auf der Flucht vor Thornton überqueren sie die Grenze nach Mexiko und stoßen dort auf den brutalen und meist alkoholisierten General Mapache. Der hitzköpfige junge Angel, ein Mexikaner aus Pikes Bande, tötet Mapaches Mätresse, in der er seine zu dem General übergelaufene ehemalige Geliebte wiedererkannte.
Da sie dringend Geld benötigen, willigen die Outlaws ein, einen Zug zu überfallen, um moderne amerikanische Waffen zu erbeuten. Der Coup gelingt, doch als Mapache herausfindet, dass Angel einen Teil der Waffen unterschlagen hat, um sie mexikanischen Widerstandskämpfern zukommen zu lassen, lässt er diesen gefangen nehmen und foltern. Bishop und seine Gefährten wollen ihn retten. Es kommt zu einem von Thorntons Männern aus der Ferne beobachteten finalen Showdown, in dem Bishop und seine verbliebenen drei Mitstreiter fast die ganze Garnison Mapaches umbringen, bevor sie selbst getötet werden. Thornton schließt sich am Ende den Widerstandskämpfern an.

## Hintergrund
Sam Peckinpahs Western wird heute als Meisterwerk angesehen. Zur Zeit seiner Premiere wurde der Film jedoch stark kritisiert. Eines der Motive des Films, die Darstellung exzessiver Gewalt, sorgte in weiten Teilen des Publikums für Unverständnis und Empörung. Peckinpah kommentierte dies seinerzeit mit den Worten: „Amerika verschließt seine Augen vor dem Hunger und der Gewalt; man muss diesem Amerika die Augen öffnen.“
Schon eine Szene während des Vorspanns weist auf diese kritische Grundhaltung des Films hin: Kinder „spielen“ mit Skorpionen, die in einem abgegrenzten Bereich gefangen gehalten werden, mit Ameisen kämpfen müssen und von den Kindern immer wieder mit Stöcken zum Liegen gebracht werden. Damit haben die Skorpione keine Chance zu entkommen. Später wird Gras über den Bereich gelegt und angezündet. Skorpione und Ameisen verbrennen bei lebendigem Leib.
All dies tun die Kinder mit einem Grinsen in ihren Gesichtern; sie haben eine, nicht einmal böse, Freude am Töten. Schon bei der ersten Schießerei werden unschuldige Männer und Frauen absichtlich von den „Männern des Gesetzes“ getötet. Damit werden Ausmaß, Sinnlosigkeit und die Absurdität von Gewalt gezeigt. Das finale Massaker stand außerdem Pate für den stilistisch ähnlichen Showdown in John Woos A Better Tomorrow II.
Das Motiv der zwei alten Freunde (Bishop und Thornton), die aus schicksalhaften Gründen gezwungen werden, gegeneinander zu kämpfen, findet sich bereits in Peckinpahs erstem Spätwestern, Sacramento (1962), und – noch ausgeprägter – in Pat Garrett jagt Billy the Kid (1973). 1996 wurde der von Paul Seydor inszenierte Dokumentar-Kurzfilm The Wild Bunch: An Album in Montage veröffentlicht, der sich mit dem Regisseur und dem Film beschäftigt.
In Deutschland war der Film zunächst ab 18 Jahren freigegeben. Die ungekürzte DVD-Veröffentlichung erhielt von der FSK eine Altersfreigabe ab 16 Jahren.
| Figur                | Darsteller       | Deutscher Sprecher |
| -------------------- | ---------------- | ------------------ |
| Pike Bishop          | William Holden   | Holger Hagen       |
| Dutch Engstrom       | Ernest Borgnine  | Arnold Marquis     |
| Lyle Gorch           | Warren Oates     | Michael Chevalier  |
| Deke Thornton        | Robert Ryan      | Wolf Ackva         |
| Freddie Sykes        | Edmond O’Brien   | Hans Hinrich       |
| Tector Gorch         | Ben Johnson      | Edgar Ott          |
| General Mapache      | Emilio Fernández | Martin Hirthe      |
| Angel                | Jaime Sánchez    | Herbert Stass      |
| T.C.                 | L. Q. Jones      | Gerd Martienzen    |
| Pat Harrigan         | Albert Dekker    | Hans Wiegner       |
| Clarence „Crazy“ Lee | Bo Hopkins       | Christian Brückner |
| Lt. Herrera          | Alfonso Arau     | Jürgen Thormann    |

## Auszeichnungen
- 1970: Oscar-Nominierungen in den Kategorien Bestes Originaldrehbuch und Beste Filmmusik
- 1970: Directors-Guild-of-America-Award-Nominierung für Sam Peckinpah
- 1970: National Society of Film Critics Award in der Kategorie Beste Kamera für Lucien Ballard
- 1970: Golden Reel Award in den Kategorien Best Sound Editing – Feature Film und Best Sound Editing – Dialogue
- 1999: Aufnahme ins National Film Registry

## Kritiken
Time Out meint: „Der Film zählt zu den packendsten Klageliedern der Wildwest-Filmgeschichte.“
Joe Hembus merkt an, The Wild Bunch sei „Peckinpahs definitiver Film über die verlorenen Helden des späten Westens und über die Gewalttätigkeit Amerikas“. Diese Gewalttätigkeit werde „bewußt abgehandelt“ und „mittels seiner Technik reflektiert.“
Für Phil Hardy zeigt der Film, „dass in Peckinpahs Welt Unschuld und Brutalität Seite an Seite leben“. The Wild Bunch habe geholfen, „das Ende des Westens als eines der Hauptthemen der Western der 1970er zu etablieren.“
Ulrich Gregor sieht „ein düsteres, allerdings auch sehr spektakuläres und ästhetisiertes Bild von Gewalt und Rechtlosigkeit“
Das Lexikon des internationalen Films urteilt: „Ein meisterhafter Western über die Verhältnisse am Rande der mexikanischen Revolution (1913). Extrem krass in den Gewaltszenen, doch mit überzeugender ästhetischer Kraft werden Korruption, Gewalt und Missbrauch von Gesetz und Macht geschildert. 1996 kam erstmals die ungekürzte Version dieses bedeutenden Westerns in die deutschen Kinos.“
Quentin Tarantino zählt den Film zu seiner Liste der 7 besten Filme der Kinogeschichte.